# Beatriz de Silva
Beatriz de Silva, nacida Beatriz Menezes da Silva (Campo Maior, c. 1426 o 1437 – Toledo, 10 de febrero de 1492), fue una religiosa católica portuguesa, fundadora de la Orden de la Inmaculada Concepción. Hermana de Amadeo de Silva, es venerada como santa por la Iglesia católica.

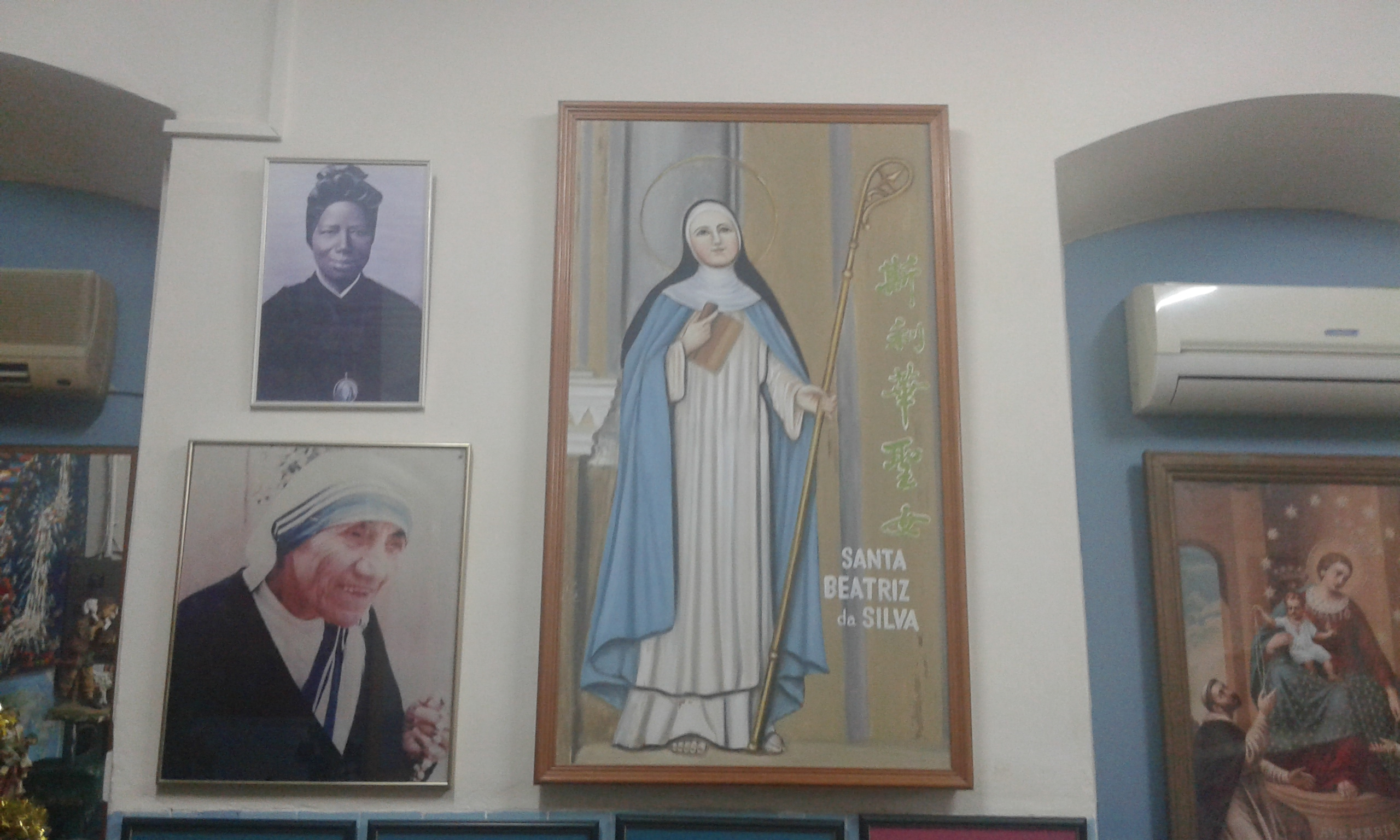
Beatriz de Silva

## Infancia y juventud
El año y el lugar de nacimiento de Beatriz da Silva han sido motivo de controversia. Una de las hipótesis la consideró nacida en torno al año 1424 en Ceuta, ciudad perteneciente al Reino de Portugal, y en la que su abuelo, Don Pedro de Menezes, fue primer capitán. Allí residió la familia durante un tiempo, y tal referencia tradicional fue recogida y sostenida incluso por muchos monasterios de la Orden de la Inmaculada Concepción en Europa y América. El padre de Beatriz, Rui Gomes da Silva, escudero del rey Juan I de Portugal y también consejero del los reyes portugueses Duarte y Alfonso V, recibió en 1433 el nombramiento de alcalde de Campo Maior por lo que, siguiendo esa misma hipótesis, la familia de los Silva y Menezes abandonó Ceuta y se trasladó a Campo Maior recién en 1434, año en que Beatriz habría contado con diez años.
Sin embargo, la mayoría de los estudios historiográficos modernos decantan por la hipótesis del nacimiento de Beatriz de Silva hacia el año 1437, cuando la familia ya vivía en Campo Maior. La Congregación para el Culto Divino y la Disciplina de los Sacramentos hizo lugar a esta última posición, que ubica su lugar de nacimiento en la villa portuguesa de Campo Maior.
Su madre era Doña Isabel de Menezes, la condesa de Portalegre, hija bastarda de Don Pedro Menezes, conde de Viana de Alentejo y de Vila Real, conquistador y gobernador de Ceuta. El matrimonio tuvo unos 12 hijos, entre ellos Beatriz y el Beato Amadeo de Silva. Tanto los Silva como los Menezes eran familias que pertenecían a la nobleza, emparentadas con las familias reales de Portugal y Castilla. La infancia y juventud de Beatriz se desarrolló en Campo Mayor, donde se conoce el lugar de las casas de sus padres, entonces junto a la Puerta del Sol. Sus padres pusieron como educadores de ella y sus hermanos a frailes franciscanos y tenía la devoción a la Inmaculada Concepción de la Virgen María, creencia está muy extendida y arraigada en aquella época. Fue hermana del Beato Amadeo de Portugal. Este hermano de Beatriz fue un reformador de la Orden franciscana en su rama Amadeíta (ya extinta) y fue muy importante para la historia de la Inmaculada Concepción. Amedeo fue confesor del papa franciscano Sixto IV, que fue el primer papa en escribir a favor de la Inmaculada Concepción.
Beatriz llega a Castilla en 1447 acompañando como doncella a Isabel de Portugal, prima hermana del rey Alfonso V de Portugal, que venía desde Portugal para contraer matrimonio con el rey de Castilla, Juan II.

## Consagración y fundación de la Orden de la Inmaculada Concepción

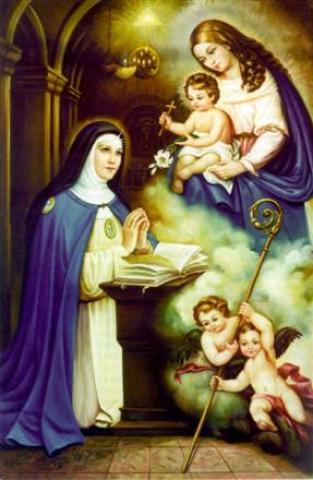
Representación de la aparición de la Virgen María a Santa Beatriz

La Corte era un nido de intrigas políticas entre los defensores del rey Juan II y los que deseaban la abdicación en favor de su hijo Enrique. En este ambiente, no era difícil que crecieran también desmesuradamente las envidias y celos, y que el palacio se convirtiera en un mentidero de chismes y habladurías que alcanzaron a la misma Beatriz, a la que algunos, con medias palabras, relacionaban con el rey. Enterada la reina D. Isabel de estos comentarios, fue cambiando su simpatía hacia Beatriz, hasta que un día, la encerró en un cofre por espacio de 3 días. Durante ese tiempo, atrapada en el cofre sin apenas espacio y sin luz, agua ni comida, la Bienaventurada Virgen María se apareció ante Beatriz y, con palabras de consuelo, le indicó que sería liberada. Luego decidió consagrarse como fiel esclava de María ofreciendo su virginidad.
Una vez que meditó sobre su encuentro con la Virgen y decidió consagrar a Ella su vida, Beatriz abandona el palacio para dirigirse hacia Toledo. Allí, llama a las puertas del monasterio de Santo Domingo el Real, donde viviría no como religiosa sino como “pisadera”. Quedó en el convento acompañada por dos sirvientas, según la costumbre de los nobles de la época. Aunque no estaba obligada a la vida de la comunidad, la seguía en todo y alternaba la vida contemplativa y la activa orando mucho y pasando noches enteras en vela junto al sagrario. Vestía con hábito seglar y decidió ocultar su cara siempre tras un velo blanco. 
Durante los más de 30 años que vivió en Santo Domingo, conoce a Isabel, la hija de D. Juan II de Castilla e Isabel de Portugal, que con el tiempo se convertiría en Isabel la Católica. Esta mostraba un gran cariño por Beatriz no solo por su parentesco con ella, sino por su santidad y la visitaba siempre que acudía a Toledo. La reina decide apoyar la iniciativa que Dios había puesto en el corazón de Beatriz y juntas resuelven que ya es hora de salir del monasterio para fundar una nueva Orden religiosa. Para ello, la reina dona los Palacios de Galiana, en la ciudad de Toledo, y a ellos llega Beatriz junto a 12 doncellas, casi todas portuguesas y de su linaje, en 1484.
Era importante para Beatriz que esta nueva fundación contase con regla, rezo y hábito propios. Así, y apoyada de nuevo por la reina Isabel, se envían a Roma para su aprobación unas constituciones o reglamento redactados por ella misma. El Papa Inocencio VIII contesta afirmativamente autorizando la nueva Orden, pero bajo la regla cisterciense, según la voluntad de la propia Beatriz, le concede que se establezcan estatutos y ordenaciones propias mientras no sean contrarias a la regla.

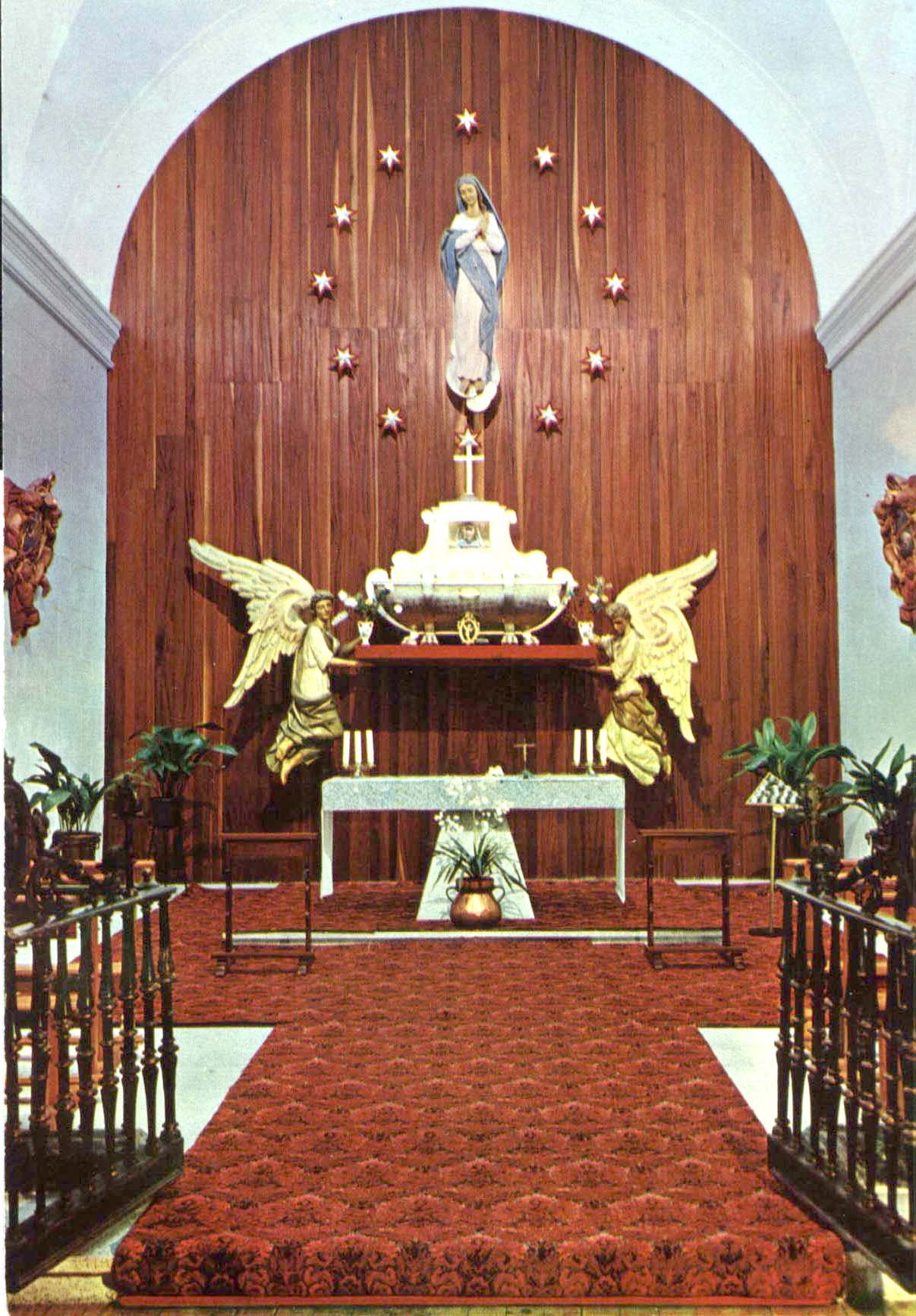
La tumba de Santa Beatriz de Silva en Toledo, España.

Cuenta la leyenda que la bula papal que traía de Roma estas noticias viajaba en un barco que naufragó, pero Beatriz la encontró en su celda milagrosamente. Pasaron varios meses hasta que se reconoció la validez del documento hallado y se hizo público; siete años en total de gestiones en los Palacios de Galiana para establecer la nueva Orden, y cuando todo estaba a punto de concluir felizmente, muere Beatriz en olor de santidad a los 69 años de edad, el 16 de agosto de 1492.
De nuevo interviene la reina Isabel para solicitar al Papa Alejandro VI que la comunidad se someta a la obediencia de la regla de la Orden de San Francisco, en contra de lo dispuesto por Beatriz, y así lo concede el pontífice, aunque con otra bula une a la comunidad con la del convento de benedictinas de San Pedro de las Dueñas. Esta unión supuso cierto choque entre ambas comunidades que a punto estuvieron de dar al traste con el sueño fundador de Beatriz, pero se apaciguó la situación e hizo nacer y crecer con fuerza la nueva Orden de la Concepción.

## Extensión de la Orden

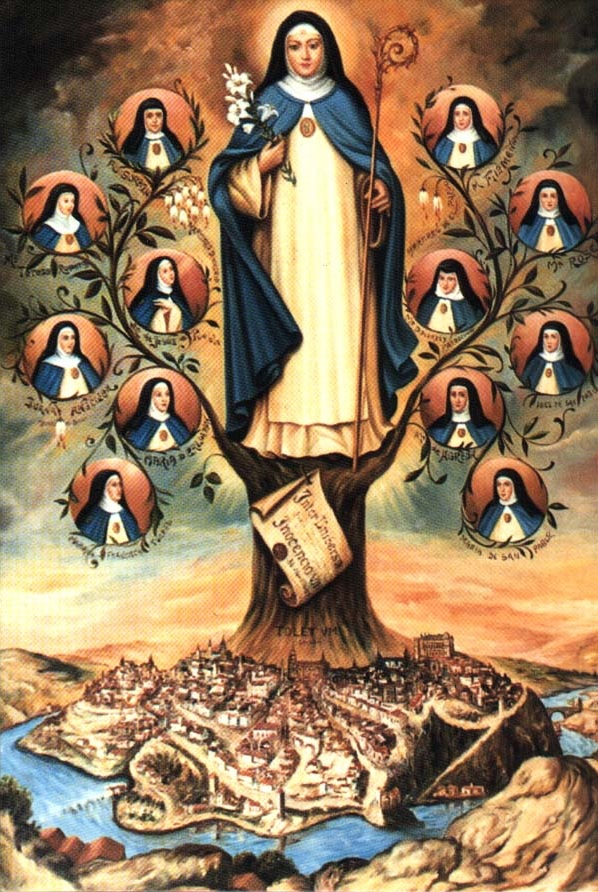
Santa Beatriz fue la fundadora de la Orden de la Inmaculada Concepción.

A partir de este momento la orden religiosa empieza a extenderse. En apenas 25 años se habían fundado 25 conventos; algunos de ellos no fueron fundación de nueva planta, sino transformación de beaterios que abrazaban la nueva orden. Eran tiempos de fervor inmaculista que llevaron la Orden a toda España, Europa e incluso a América. En 1530 El 14 de enero las Concepcionistas llegan a Veracruz, siendo las primeras evangelizadoras de América, en el 1540 el primer obispo de México, el franciscano Juan de Zumarraga, fundó con las monjas de la Concepción el primer convento contemplativo del Nuevo Continente en la ciudad de México.
El Monasterio de la Concepción de Lima, el segundo de la ciudad, fue la fortuna íntegra de la dama española Inés Muñoz de Rivera (esposa de Nicolás de Ribera uno de los conquistadores del Perú y fundadores de la ciudad) su fundación data del 18 de marzo de 1573 y fue aprobada por el papa Gregorio XIII el 5 de octubre de 1578. Según datos de 1687, el número de profesas era de 309, 14 novicias, 18 legas y 27 donadas, sin contar las demás personas que habitaban en el monasterio, unas mil en total. Luego el 19 de marzo de 1603 se inauguró el Monasterio de Recoletas Descalzas de San José, de la orden de la Inmaculada Concepción, la primera abadesa fue Leonor de la Santísima Trinidad, hermana del Marqués de Monatará. Las impulsoras de este monasterio fueron Inés de Castro y varias amigas desde 1594.

## Canonización

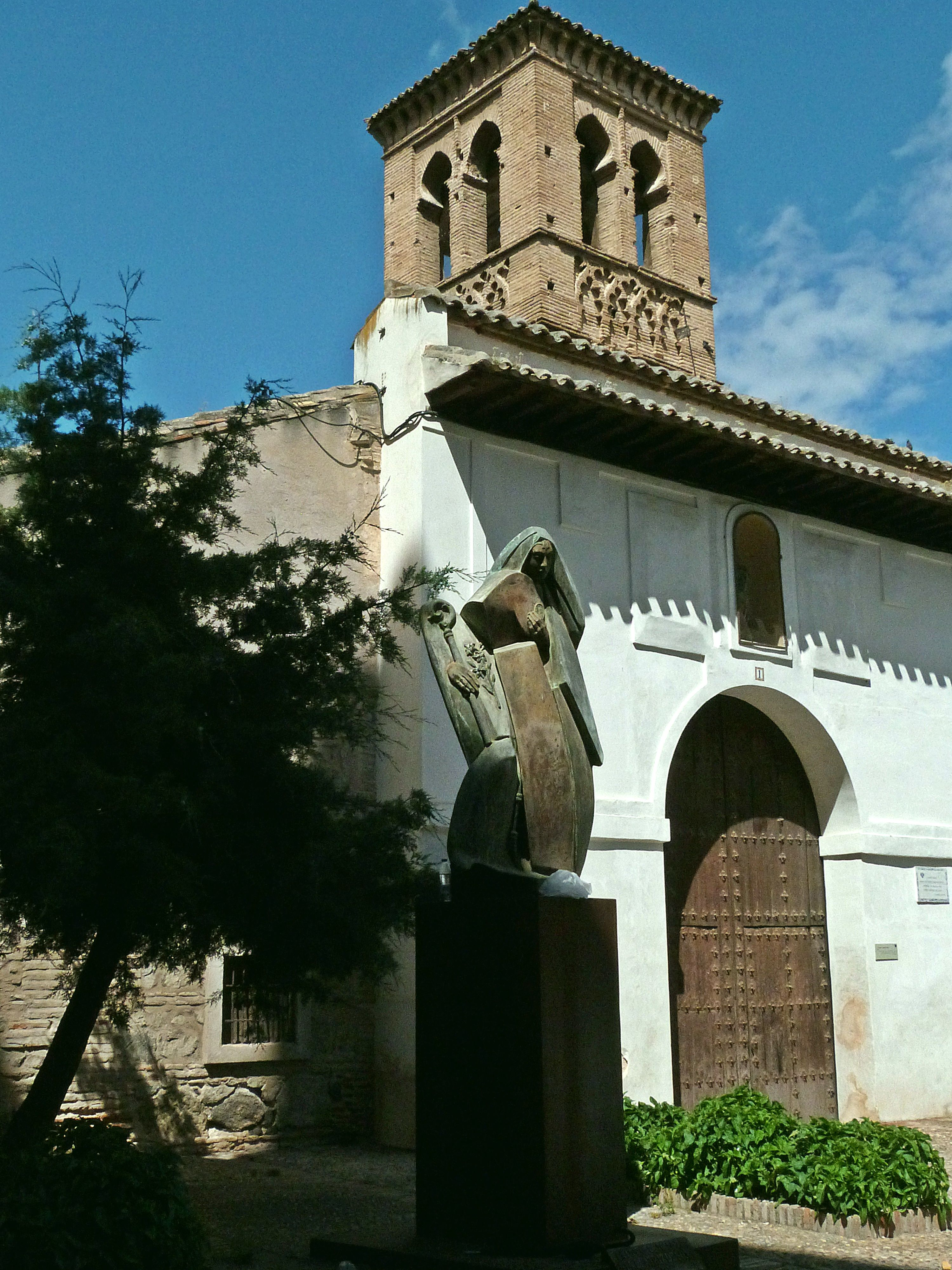
Convento de la Concepción Franciscana (Toledo) con la estatua de Santa Beatriz

El culto a santa Beatriz es inmemorial; fue confirmado por Pío XI el 28 de julio de 1926 con el título de beata. Fue canonizada el 3 de octubre de 1976 por Pablo VI y sus restos se conservan para pública veneración en la Casa Madre de Toledo. Aparte de su fundadora, destacan otras concepcionistas muertas con fama de santidad, de las cuales cuatro tienen ya su proceso canónico de beatificación en Roma, y son las Venerables Madres María de Jesús de Tomelín y del Campo, María de Jesús de Ágreda, Jacinta María Teresa de Jesús Romero y Balmaseda, María de los Dolores Patrocinio y Ángeles Sorazu. También es de destacar las mártires concepcionistas del 1936 etc. Cuenta la Orden con escritoras místicas de renombre, como María de Jesús de Ágreda y Ángeles Sorazu. 

## Literatura e iconografía
Tirso de Molina y Blas Fernández de Mesa llevaron su vida al teatro en una comedia cada uno, pero el segundo en dos partes. En el arte se la representa con báculo y bula fundacional "Inter Universa", una rama de azucena como símbolo de pureza, estrella en la frente y viste el hábito de la orden con túnica blanca, escapulario blanco, cíngulo blanco, capa azul, velo negro y toca.